# Inga nobilis
Inga nobilis är en ärtväxtart som beskrevs av Carl Ludwig von Willdenow. Inga nobilis ingår i släktet Inga och familjen ärtväxter.

## Underarter
Arten delas in i följande underarter:
- I. n. nobilis
- I. n. quaternata
- I. n. pavoniana